# Georgetown (Isla Ascensión)
Georgetown es el centro administrativo de la isla de Ascensión, en el Atlántico Sur. En ella reside el administrador de la isla (dependiente del gobernador de Santa Elena) y en ella se encuentra el edificio de gobierno, el Ascension Island Government Office. Debe su nombre al rey Jorge III, quien reinaba en Gran Bretaña el 22 de octubre de 1815, fecha de la toma de posesión de Ascensión por los británicos.

## Características
Se encuentra en la costa occidental de la isla, protegida por la colina denominada Cross Hill, donde se asienta un fuerte victoriano. Este fue utilizado para repeler un ataque alemán el 9 de diciembre de 1941, durante la Segunda Guerra Mundial haciendo que los alemanes no se acerquen a la isla. Al otro lado de la población existe otro antiguo fuerte que actualmente acoge un museo.
Es el puerto de la isla, utilizado durante el siglo XX como base de carboneo para los barcos; actualmente hay un muelle. Hay una iglesia anglicana, St Mary's, de la diócesis de Santa Elena construida entre 1843 y 1846. En 1942 los equipos dedicados a la construcción del aeropuerto Wideawake edificaron una pequeña iglesia católica conocida como the Grotto. 
El centro de la población lo forman la iglesia anglicana y los antiguos cuarteles de los Royal Marines, cuyo origen se remonta a inicios del siglo XIX cuando vigilaban que Ascensión no se usara como base para una hipotética fuga de Napoleón I desde la —relativamente— cercana Santa Elena. Los cuarteles son actualmente la sede del Exiles Club.
La población también tiene un muelle, una pista de atletismo, supermercado, oficina de correos, comisaría de policía, hospital, centro dental y biblioteca, lo que la hace el centro de actividades sociales de la isla. Sin embargo no hay colegio, ya que este está situado en Two Boats, tierra adentro.
En 2003 se le estimaba una población de 560 personas. Para 2008 contaba con alrededor de 450 habitantes, siendo el mayor asentamiento de Ascensión.
La ciudad es un centro de cultura en la Ascensión. Por lo general, es anfitrión de eventos de atletismo locales, así como el inicio de la carrera del estanque de rocío anual desde el nivel del mar hasta el punto más alto de la isla, en Green Mountain. Las actividades del Día de la Ascensión (que celebran el descubrimiento de isla) están bien alojados aquí o en la cercana aldea de Two Boats. Cerca de Long Beach es un lugar de anidación importante para la tortuga verde gigante.

## Historia
Según la Sociedad Histórica de Ascensión, el crecimiento de Georgetown se produjo en tres periodos. El primero va de 1815 a 1830 y tuvo lugar en el lugar de desembarco de los primeros marinos británicos. El segundo empieza en 1830 con el traslado de la población a tierras un poco más altas, donde se encuentra en la actualidad. Algunos edificios de ese periodo son los cuarteles conocidos como The Exiles (1848), el depósito de agua de St Georges (1830) o la iglesia anglicana. El tercero se extiende de 1880 a 1922. En él se produjo la construcción o sustitución de numerosos edificios: juzgado y biblioteca (1922), antigua panadería (alrededor de 1900), fuerte Bedford (entre 1903 y 1906) y la comisaría de policía (1899). Finaliza este periodo con la marcha de la armada británica. Desde 1922 hasta mediados de los años 1950 apenas hubo actividad constructiva en Georgetown.

## Galería

Georgetown
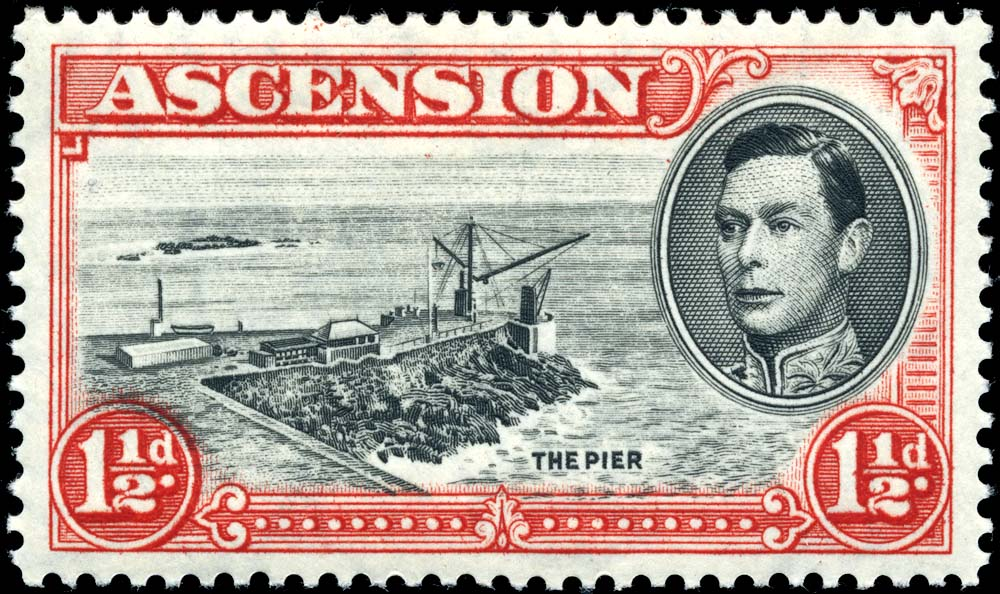
El muelle de Georgetown en un sello de 1937
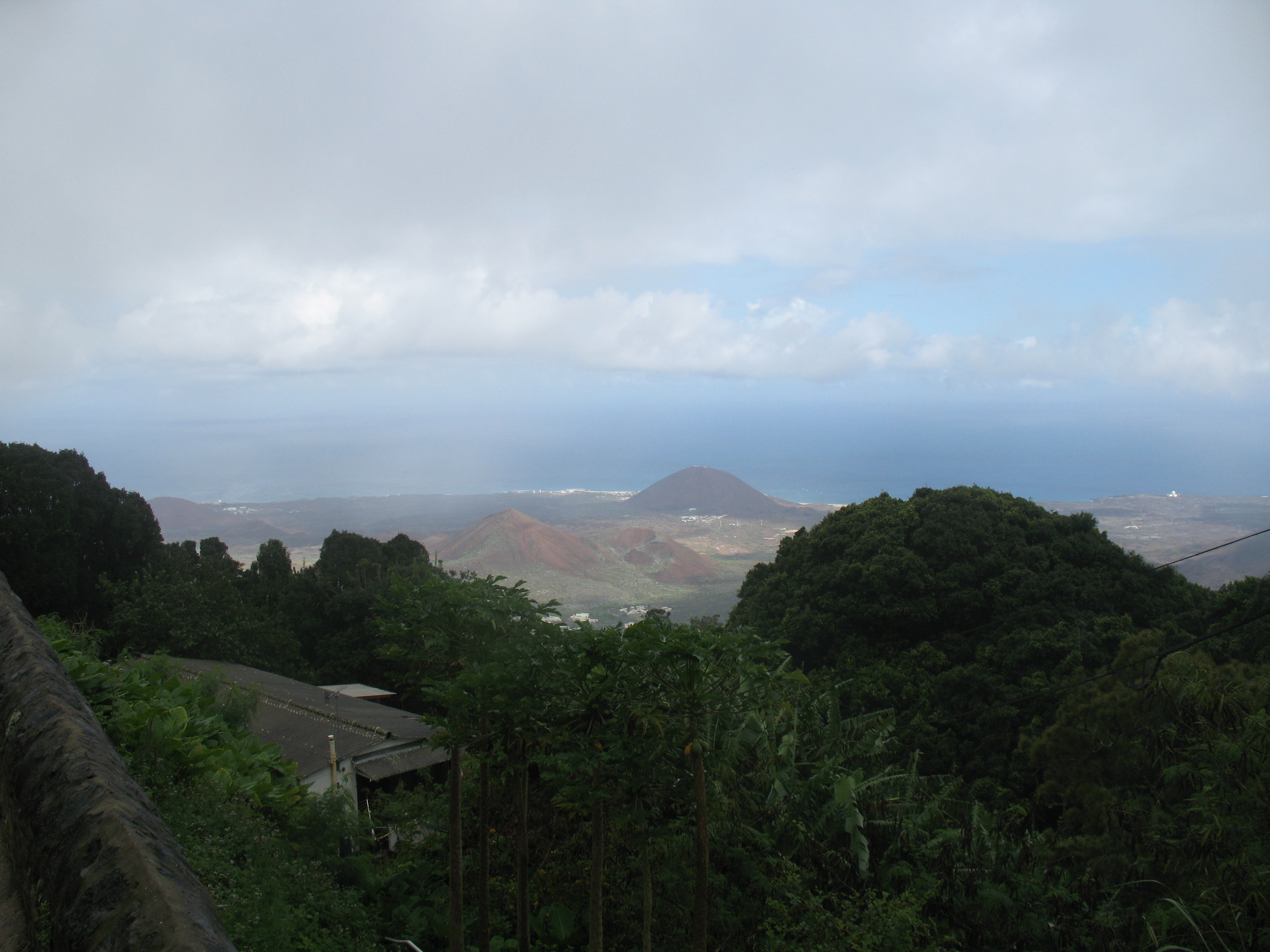
Georgetown desde Green Mountain
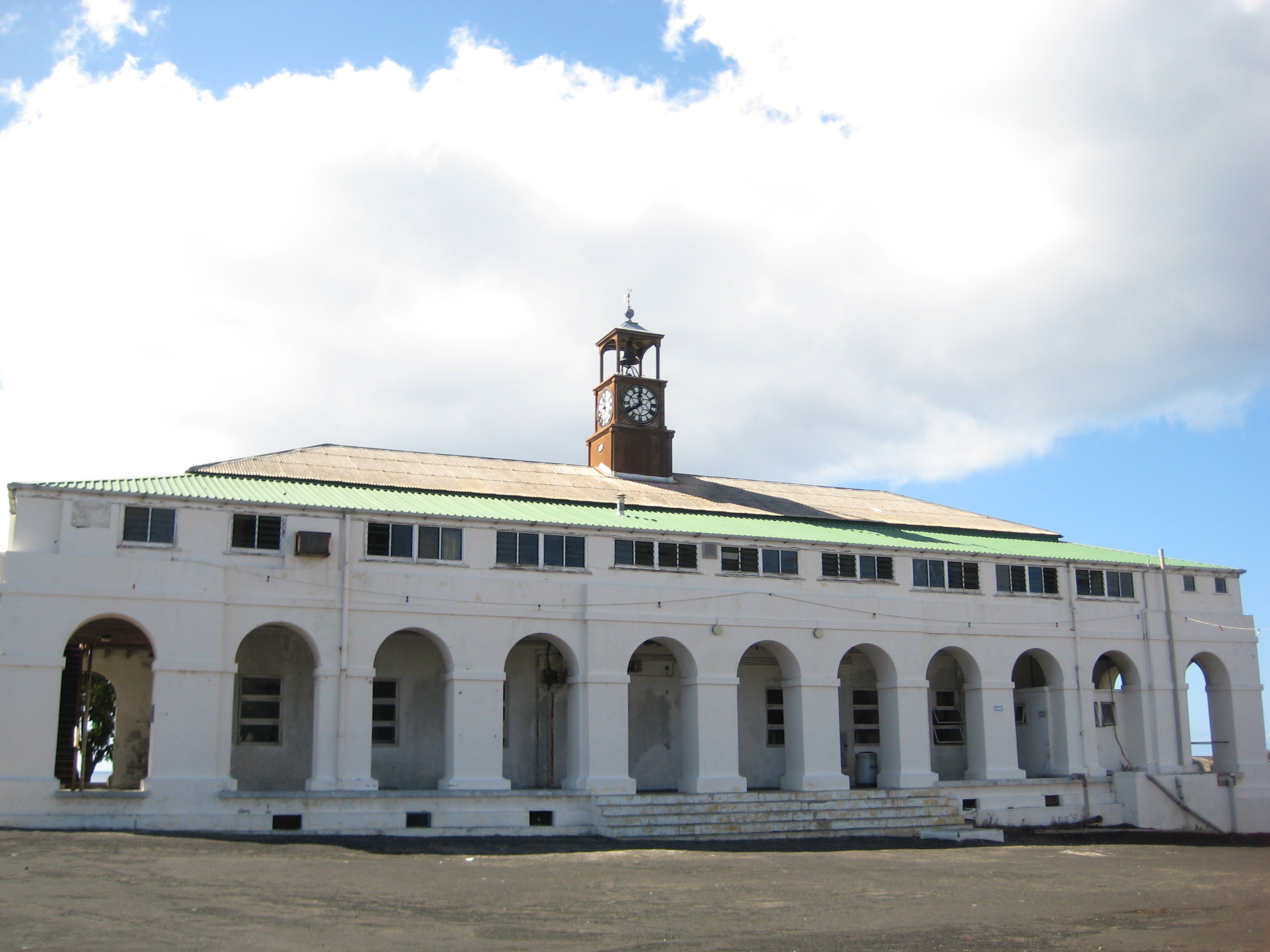
The Old Barracks, Georgetown
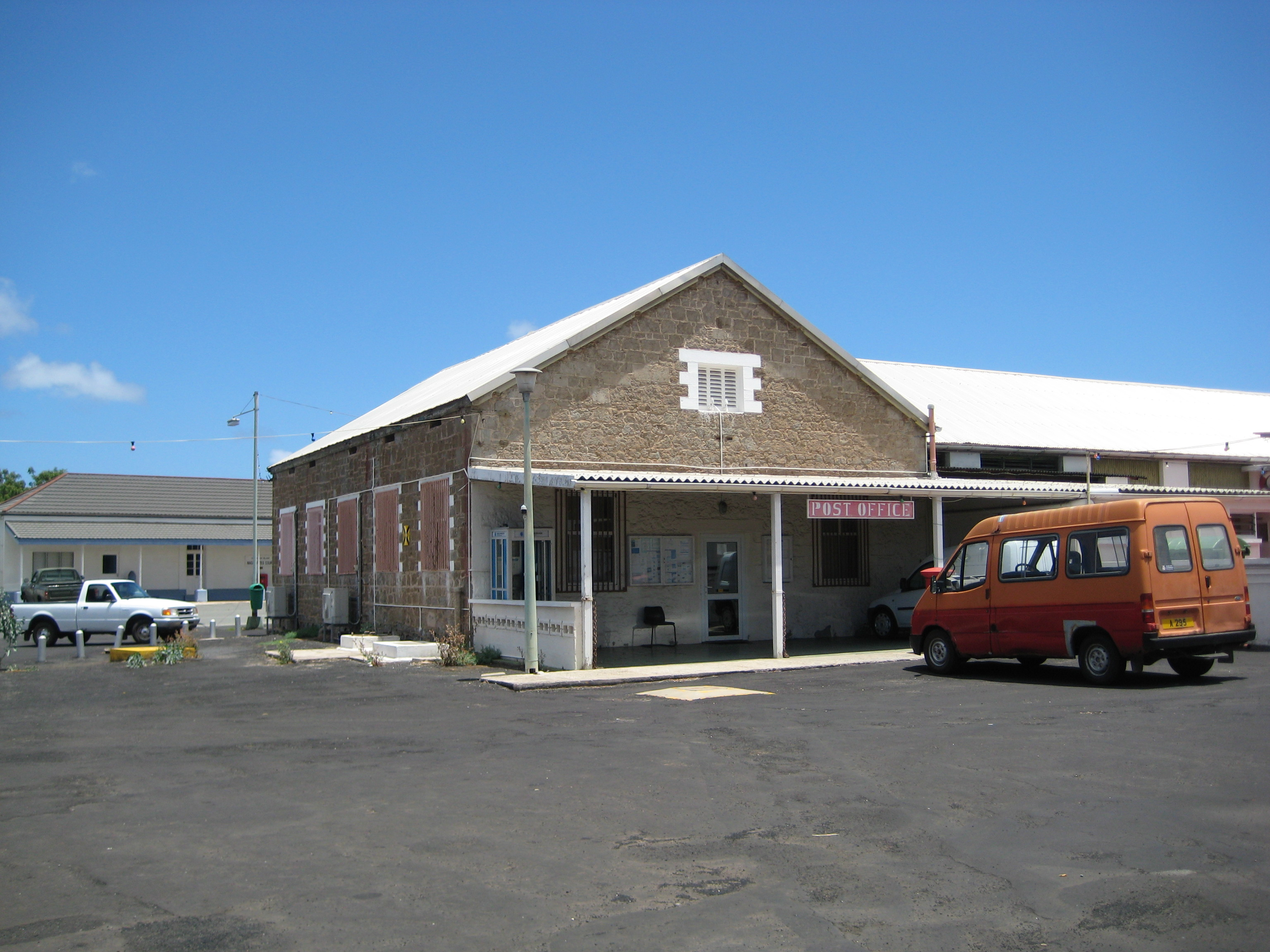
Oficina postal